# مسجد إسحاق ميرزا
مسجد إسحاق‌ ميرزا هو مسجد تاريخي يعود إلى عصر القاجاريون، ويقع في زنجان.